# گونار تورودسن
گونار تورودسن (انگلیسی: Gunnar Thoroddsen؛ ۲۹ دسامبر ۱۹۱۰ – ۲۵ سپتامبر ۱۹۸۳) یک سیاست‌مدار اهل ایسلند بود.